# Джеймс Макклюрг
Дже́ймс Макклю́рг (англ. James McClurg) (1746—9 липня 1823) — американський лікар, політичний діяч
Народився у Вірджинії, пізніше представляв цей штат на Філадельфійському конвенті.
Переїхав до Шотландії вивчати медицину в університеті Единбургу. По одержанні диплома у 1770 році навчався у Парижі й Лондоні.
1773 року повернувся до Віргінії, де працював головним лікарем і начальником шпиталів під час війни за незалежність.
Висувався на делегата до Конвенту після відмови Патрика Генрі і Ричарда Генрі Лі їхати до Філадельфії.
Не підписав Конституцію, бо та всупереч його сподіванням не містила положень про довічне обрання президента і право федерального уряду накладати вето на закони штатів.
Після Конвенту майже не брав участі у політичному житті, присвятив себе лікарюванню.